# Арче
А̀рче (на италиански: Arce, на местния диалект Arcë, Арчъ) е градче и община в Централна Италия, провинция Фрозиноне, регион Лацио. Разположено е на 178 m надморска височина. Населението на общината е 5783 души (към 2010 г.).